# 馬沙澤區
21°11′45″S 32°44′43″E / 21.195898°S 32.745166°E

馬沙澤區（葡萄牙語：Machaze），是莫桑比克的行政區，位於該國中西部，由馬尼卡省負責管轄，首府設於馬沙澤，面積13,189平方公里，2007年人口104,608，人口密度每平方公里7.9人。